# Умберто Д.
«Умберто Д.» (італ. Umberto D.) — італійський фільм-драма 1952 року, поставлений режисером Вітторіо Де Сіка за сценарієм Чезаре Дзаваттіні. Фільм брав участь в конкурсній програмі 5-го Каннського кінофестивалю 1952 року. У 2005 році фільм було включено до 100 найкращих фільмів усіх часів за версією часопису Time (англ. Time Magazine All-Time).

## Сюжет
Пенсіонер Умберто Доменік Феррарі бере участь у демонстрації. Поліція розганяє невдоволених і Умберто повертається до свого старого житла, де живе зі своїм псом Фліком. Єдиний друг старого — Марія, неодружена служниця пансіону, вагітна від якогось солдата. Коли власниця будинку Антонія приходить до Умберто і вимагає плату за житло, погрожуючи виселенням, він намагається уникнути цього, продавши книги і годинник. Він занадто гордий, щоб просити милостиню або попросити в борг у знайомих.
Умберто захворів і потрапляє до лікарні. Свого пса він довіряє Марії. З легким запаленням мигдаликів надовго затриматися в лікарні йому не вдається. Повернувшись додому, він бачить, що в його кімнаті повним ходом йде ремонт; його собака зник. Умберто знаходить його у гицлів і рятує від вірної смерті. Він намагається просити милостиню, але у нього немає здібностей до цього заняття. Він простягає руку, але варто лише перехожому дістати монету, як Умберто перевертає долоню, неначе він лише перевіряв, чи не йде дощ. Він відшукує старих знайомих, але ні в кого немає часу на розмови. Він подумує кинутися на бруківку з балкона, але його зупиняє думка про собаку. Тоді Умберто намагається довірити її різним людям. Одним вона не потрібна; інші не вселяють Умберто довіру. Він намагається кинути собаку: пес до нього повертається. Він хоче кинутися під потяг. Собака виривається з його рук і втікає. Умберто наздоганяє собаку і починає гратися з ним.

## В ролях
| Карло Баттісті           | ···· | Умберто Доменік Феррарі   |
| Марія-Піа Касіліо        | ···· | Марія, служниця           |
| Ліна Дженнарі            | ···· | Антонія, власниця будинку |
| Ілеана Сімова            | ···· | жінка в кімнаті Умберто   |
| Єлена Реа                | ···· | медсестра у шпиталі       |
| Меммо Каротенуто         | ···· | сусід Умберто в госпіталі |
| Альберто Албані Барбієрі | ···· | шанувальник Антонії       |

## Визнання
| Нагороди та номінації фільму «Умберто Д.» | Нагороди та номінації фільму «Умберто Д.» | Нагороди та номінації фільму «Умберто Д.» | Нагороди та номінації фільму «Умберто Д.» | Нагороди та номінації фільму «Умберто Д.» | Нагороди та номінації фільму «Умберто Д.» |
| Рік                                       | Кінофестиваль/кінопремія                  | Категорія/нагорода                        | Номінант                                  | Результат                                 |                                           |
| ----------------------------------------- | ----------------------------------------- | ----------------------------------------- | ----------------------------------------- | ----------------------------------------- | ----------------------------------------- |
| 1952                                      | 5-й Каннський міжнародний кінофестиваль   | Гран-прі                                  | Умберто Д.                                | Номінація                                 |                                           |
| 1955                                      | Премія Боділ                              | Найкращий європейський фільм              | Умберто Д.                                | Перемога                                  |                                           |
| 1955                                      | Спільнота кінокритиків Нью-Йорка          | Найкращий фільм іноземною мовою           | Умберто Д.                                | Перемога                                  |                                           |
| 1957                                      | Премія Оскар                              | Найкращий сценарій                        | Чезаре Дзаваттіні                         | Номінація                                 |                                           |
| 1957                                      | Премія Юссі                               | Найкращий іноземний режисер               | Вітторіо Де Сіка                          | Перемога                                  |                                           |